# William Edward Burghardt Du Bois
William Edward Burghardt Du Bois, ameriški sociolog, borec za pravice temnopoltih, pisatelj, zgodovinar, urednik in pesnik, * 23. februar 1868, Great Barrington, Massachusetts, ZDA, † 27. avgust 1963, Akra, Gana. 
W. E. B. Du Bois je poznan kot goreč borec za rasno enakost v ZDA, nasprotnik kolonializma Evrope v Afriki in prvi temnopolti moški, ki je prejel doktorat z Univerze v Harvardu. Bil je ustanovitelj in vodilni lik mnogih gibanj za rasno pravičnost, ploden avtor, glasen protestnik proti zakoni Jim Crow (Jim Crow laws) in diskriminaciji v izobrazbi in na mestih zaposlitve. Velja za enega izmed najbolj pomembnih in vplivnih črnskih avtorjev in borcev za človekove pravice. Poleg svojega ekstenzivnega pisanja je Du Bois večkrat potoval v Azijo in Afriko, kjer se je boril za osamosvojitev in suverenost kolonij.

## Življenje

### Zgodnje življenje
William Edward Burghardt Du Bois se je rodil 23. februarja 1868, Great Barrington, Massachusetts. Identificiral se je kot mulat. Njegova mati, Mary Silvina Burghardt, ni bila zaposlena, oče, Alfred Du Bois, pa je bil brivec. Približno dve leti po sinovem rojstvu, je oče družino zapustil in Williama je vzgojila mati s pomočjo svoje družine. Du Bois je v Great Barringtonu hodil v integrirano javno osnovno šolo. V tem obdobju so učitelji prepoznali njegovo inteligenco in željo po znanju ter ga spodbujali k nadaljnji izobrazbi. Na pobudo svoje matere, se je William vpisal na tamkajšnjo srednjo šolo Searls in tako postal postal prvi član družine, ki je obiskoval srednjo šolo in jo leta 1884 tudi zaključil. Ob odločitvi za odhod na univerzo je finančna sredstva prejel preko donacij različnih cerkev v mestu. V tem času je Du Bois začel s pisanjem člankov in kolumn v časopisih, kot sta bila The Freeman in The New York Globe.

### Univerzitetno obdobje
Leta 1885, šest mesecev po smrti njegove matere, se je preselil v Tennessee, kjer je obiskoval univerzo Fisk, šolo za temnopolte. Bil je urednik študentske revije Herald in začel se je seznanjati z južnjaškim ameriškim rasizmom. Po prejeti diplomi je Du Bois začel s študijem na ameriški univerzi Harvard, katere šolnino je plačal z denarjem, ki ga je zaslužil s poletnim delom, s štipendijo in posojili prijateljev. Tam so nanj naredila velik vtis predavanja Williama Jamesa. 
Leta 1892 je Du Bois odpotoval v Berlin, kjer je prejel finančno pomoč za izvajanje podiplomskega dela. V njegovem času v Evropi je kontinent veliko prepotoval in s pomočjo drugih intelektualnih velikanov, kot sta bila Max Weber in Adolph Wagner, miselno dozorel in odrasel. V obdobju, ki ga je preživel v Evropi, je dobil tudi drugačen pogled na svet. Oddaljen od dogajanja v Ameriki si je Du Bois, skupaj z zornim kotom svojih znancev, ki so ga obravnavali bolj kot sebi enakega, kot študentje v ZDA, izoblikoval velik del mišljenja in ideologije, ki je lahko videna v njegovih delih. Po vrnitvi iz Evrope, v kar je bil primoran zaradi pomankanja finančnih sredstev, je Du Bois dokončal svoj doktorat in leta 1895 postal prvi temnopolti Američan z doktoratom z Univerze v Harvardu. Njegovo doktorsko delo je kasneje tudi izšlo kot njegova prva knjiga pod naslovom The Suppression of the African Slave Trade to the United States of America, 1638-1870. To delo je postalo tudi ključen del izobrazbe o suženjstvu v ameriškem izobraževalnem sistemu.

### Wilberforce in Pensilvanija
Po vrnitvi v Ameriko, je dve leti poučeval na univerzi Wilberforce v Ohiu, kjer je poučeval jezike in literaturo. Tam je spoznal Nino Gomer, tamkajšnjo študentko, s katero se je poročil leta 1896. Po delu na Univerzi v Wilberforceu je začel enoletno raziskovalno obdobje na Univerzi v Pensilvaniji. Med opravljanjem raziskave je Du Bois uporabil nekaj novih in prej v socioloških raziskavah le redko uporabljenih statističnih tehnik.
Po približno 835 urah intervjujev na 2500 domovih, je raziskavo zaključil. Poimenovana je The Philadelphia Negro, izdana pa je bila leta 1899. Z njo je Du Bois spoznal, da so največje težave temnopolte skupnosti revščina, kriminal, pomanjkanje izobrazbe in nezaupanje tistim, ki niso člani skupnosti. Prav tako se je začel zavedati, da je rasna integracija ključna za enakopravnost v ameriških mestih. S frazo "talentirani deseti"(,,the talented tenth’’), je poimenoval verjetnost, da en od desetih temnopoltih mož postane voditelj njihove rase. Ime W. E. B. Du Bois je prejelo pomemben položaj v akademskih krogih, še posebej črnskih. Zaradi svojih raziskav, je Du Bois dobil še danes uporabljen vzdevek »oče družboslovja«. Kar je Du Bois v primerjavi s preostalimi znanstveniki, ki so delali na istem področju, delal drugače, so bile raziskave, ki so temeljile na povsem empiričnih dokazih in ne le na neovrženih hipotezah. V času opravljanja raziskav se je Du Boisu rodil sin, rojstvo katerega je zaradi zatopljenosti v svoje delo zamudil. 

### Statistični urad za delo in univerza v Atlanti
Za ameriški urad za statistiko fizičnega dela, je izvedel še nekaj drugih raziskav in ugotovil, da suženjstvo še vedno vpliva na osebna življenja Afroameričanov. Te raziskave so porodile pomembne in za takratni čas radikalne ugotovitve v zveznih državah Virginija, Alabama in Georgia.
Po tem je kot profesor delal na univerzi v Atlanti, kjer je poučeval zgodovino in ekonomijo ter ustanovil oddelek za sociologijo. V tem času je nase opozoril, ko je javno nasprotoval kompromisu v Atlanti (Atlanta Compromise, 1895). Booker T. Washington je v svojem govoru zatrjeval, da je poklicna izobrazba, ki temnopoltim nudi ekonomsko varnost, bolj pomembna kot višja izobrazba in politični položaj. Predlagali so kompromis južnim belskim elitam, s katerim bi se temnopolti odrekli volilnim in civilnim pravicam v zameno za ekonomske priložnosti. Du Bois je Washingtona kritiziral, saj ni zahteval enakosti za Afroameričane.
Pomembnejše delo, ki je nastalo v tem obdobju Du Boisovega življenja, ki ga vredno izpostaviti je The Souls of Black Folk. Zbirka esejev je zajemala velik del avtorjevih doživetih izkušenj in je prvič predstavljala idejo »dvojne zavesti«, oziroma dejstva, da se temnopolti Američani morajo zavedati tako svoje vloge v svetu in njihovega pogleda na svet kot pa tudi pogleda na svet preostalih ljudi, predvsem belih Američanov. 
Leta 1899 je Du Boisov sin Burghard umrl zaradi obolenja z davico, ker ga beli zdravniki v Atlanti niso hoteli zdraviti. Posledično je njegov oče v The Souls of Black Folk vključil esej The Passing of the First Born. 
Leta 1906 se je v Kanadi sestal še z drugimi borci za pravice in dogodek je bil označen za začetek niagarskega gibanja (Niagara Movement). Gibanje je nasprotovalo kompromisu v Atlanti in zahtevalo enake pravice temnopoltih na vseh področjih. Gibanje je melo tudi pan-afriški oddelek, glasili gibanja pa sta bili reviji Moon in Horizon, katerih urednik in začetnik je bil Du Bois, ki je med leti 1919 in 1927 organiziral tudi mnoge pan-afriške kongrese.

### NAACP
Maja 1909 se je udeležil Mednarodne konference črncev (National Negro Conference) v New Yorku, kjer so ustanovili Mednarodni odbor črncev (National Negro Comittee), usmerjen proti boju za civilne pravice, enake volilne pravice in enake možnosti za izobrazbo. Leta 1910 se je odvila druga National Negro Conference, kjer so ustanovili organizacijo N.A.A.C.P (National Association for the Advancement of Colored People). Du Bois se je odpovedal službi v Atlanti, se preselil v New York in postal urednik revije, The Crisis (pod okriljem N.A.A.C.P.). Revija ni vključevala le člankov o aktualnih dogodkih, vendar tudi poezijo, ocene in eseje o zgodovini ter kulturi. Publikacije je danes znana kot najstarejša črnska revija.
V letih med 1910 in 1912 je bil član Ameriške socialistične stranke. V tem času je objavil svoj prvi roman z naslovom The Quest of the Silver Fleece. Leta 1919 je postal ustanovitelj prve revije za črnske otroke, imenovane The Brownies Book. 
1934 je prenehal z uredništvom revije in nadaljeval s poučevanjem na Univerzi v Atlanti. Leto kasneje je objavil Black Reconstruction in America, v kateri opisuje kako so črnski ljudje imeli ključno vlogo med Ameriško državljansko vojno. To delo je znano kot Du Boisov največji dosežek, saj v njej opisuje zelo obširen spekter tem. Danes ima to delo ključen pomen v izobrazbi o črnski zgodovini in boju za državljanske pravice temnopoltih v ZDA. 
Leta 1944 se je zopet pridružil organizaciji N.A.A.C.P. in v njenem imenu leta 1947 na UN napisal pritožbo (An Appeal to the World), v kateri so želeli, da ponovno razmislijo o kršitvah človekovih pravic, ki so jih ZDA izvajale nad Afroameričani. Drugič in zadnjič je Du Bois zapustil leta 1948.

### Kasnejše življenje in smrt
Leta 1950 mu je umrla žena in leto kasneje se je poročil s Shirley Graham, avtorico, dramatičarko, skladateljico in aktivistko. Istega leta je Du Bois izgubil v volitvah za Senat, kot član Progresivne stranke. Posledično je bil obtožen za agenta tuje države, a je bil leta 1951 oproščen. 
Du Bois je bil eden mnogih afriško-ameriških voditeljev gibanj za družbeno enakost in pravičnost, ki jih je preiskoval FBI. Ti so ga v obdobju strahu komunizma in socializma označili za socialista. 
Leta 1961 je po zasegu njegovega potnega lista, po obtožbi deset let prej, tega dobil nazaj. Po prošnji ganskega predsednika, se je preselil v Gano, kjer je simbolno postal državljan, saj mu ameriška vlada ni hotela obnoviti potnega lista.Napisati je želel enciklopedijo, ki bi zajemala afriško diasporo (Encyclopedia Africana), a je umrl, preden jo je uspel dokončati, 27. avgusta 1963, pri starosti 95. let.

#### Stvarna literatura
- The Souls of Black Folk (1903)

- The Talented Tenth (1903)

- Black Reconstruction in America 1860-1880 (1935)

- John Brown: A Biography (1909)

#### Avtobiografije
- Darkwater: Voices from Within the Veil (1920)

- Dusk of Dawn: An Essay Toward an Autobiography of a Race Concept (1940)

#### Romani
- The Quest of hte Sliver Fleece (1911)
- Dark Princess: A Romance (1928)

Seznam vseh del dostopen na povezavi: http://credo.library.umass.edu/view/full/mums312-b238-i284

## Filozofija
Čeprav je bil Du Bois v prvi vrsti sociolog, borec za pravice temnopoltih in nasprotnik bele supremacije, je bil obenem tudi pomembna figura v filozofiji. Ker se njegova sociološka miselnost venomer prepleta s filozofijo, je slednjo težko definirati. Prav tako je skozi leta svojega dolgega življenja izpopolnjeval samo ubesedenje svojega razmišljanja. Ameriški filozof in aktivist Cornel West ga je označil za t.i. ‘pragmatičnega filozofa’, ki se, namesto s klasično filozofijo in razmišljanjem, ukvarja z gibanjem pravic posameznikov in skupnosti. Prav tako ga je označil za interdiscipliniranega, saj je kritiziral moč, še posebej moč bele rase kot dominantne skupnosti. Nekateri drugi filozofi ga označujejo za hegelista, saj je sam po sebi razdvojen; zaradi tega je bil skoraj primoran boriti se za doseganje višje, boljše sinteze identitete posameznika v neki novi, še neobstoječi obliki.
Ta razdvojenost se tudi kaže v njegovem književnem delu Duše črncev (Souls of Black Folk). V njem kaže idejo razdvojenosti osebe kot nekaj, kar je pozitivno; ko se posamezni deli osebnosti združijo spet nazaj v celoto, v eno osebnost, lahko postane človek bolj resničen. Ta način razmišljanja je bil podlaga za njegovo aktivistično delovanje, saj je z njim razlagal vrednost in edinstvenost Afroameričanov ter na drugi strani njihov dejanski status zaradi represije.
Drugi pomemben koncept v Du Boisovi filozofiji je ‘drugi vid/vizija’, ki ga razvije v delu Temna voda (Darkwater). Du Bois je namreč menil, da imajo Afroameričani zaradi svoje razdvojene osebnosti privilegij, ker imajo drugačen, epistemološki pogled na svet. Zaradi tega so vseeno, čeprav so izobčenci, zmožni razumeti svet belca. Nasprotno temu pa ima belec v Ameriki kot del dominantne kulture zgolj eno perspektivo - gleda svet iz sebe, hkrati pa je njihov pogled univerzalen na svetovni ravni, saj se celoten sistem odraža v prid belcem. Tako so temnopolti, zaradi svojega drugega zornega kota, zmožni razgaliti problematičnost miselnosti pripadnikov prevladujoče kulture.
Danes Du Boisevo delovanje razumemo kot angažirani odmik od abstraktne filozofije in primik k družbeni kritiki. Vplival je na spremembe, ki so se v filozofiji uveljavile na račun Afroameričanov. Poudarjal je nujnost rabe pragmatizma in filozofijo nasploh združil z družbeno kritiko, namesto s klasično absolutno brezčasno resnico.

## Komunizem
V poznejših letih je začel zagovarjati komunizem kot podlaga temu, kar je že sam prej zagovarjal - pravice temnopoltih. Bil je prepričan, da je ekonomsko stanje, neenakomerno razporejeno bogastvo ter imetje Afroameričanov izvor njihove represije. Rešitev je videl v enakomerni razporeditvi imetja med ljudmi. V ideologijo pa je imel tudi lastne vpoglede; menil je, da komunizem sam ne zajema konkretnih sredstev za osvoboditev temnopoltih. Poudarjal je, da predstavljajo nebelske rase večinski del svetovnega proletariata ter da brez njihove osvoboditve komunizem ne bo nikoli dosežen.
Drugi izmed njegovih drugačnih vpogledov je moč sanj; po njegovem mnenju ima človeški um sposobnost ‘letenja v neskončne svoboščine’, kar pa je ključno za uveljavitev komunizma, saj je slednji zaenkrat le še utopične sanje, ki jih lahko uresničimo le z distanco od obstoječega kapitalističnega sistema.
Vseeno pa se je Du Bois zavedal, da se do določene mere svoboda ter prisila prekrivata. Ljudje smo prisiljeni pridobiti hrano, zatočišče ter vzgajati svoje otroke. To prekrivanje pa izkoriščajo elitisti, ‘naši voditelji’ - ustvarjajo delovni trg kot pogoj, da bi lahko izpolnili svoje najosnovnejše ‘prisile’, s katerimi se da živeti tudi v utopičnem svetu komunizma. Tako kapitalisti preprečijo svobodo posameznikov ter jih ujamejo v začarani krog eksploitacije.
Vseeno pa se je glede vprašanja med komunizmom in kapitalizmom zavedal sistema v katerem je živel in vedel kolikšno moč so si kapitalisti in ljudje na položajih moči že pridobili. Tako je videl komunizem kot veliko boljši in bolj pravičen sistem, za katerega pa je potrebno ogromno truda s strani proletariata.